# 玉皇山公園

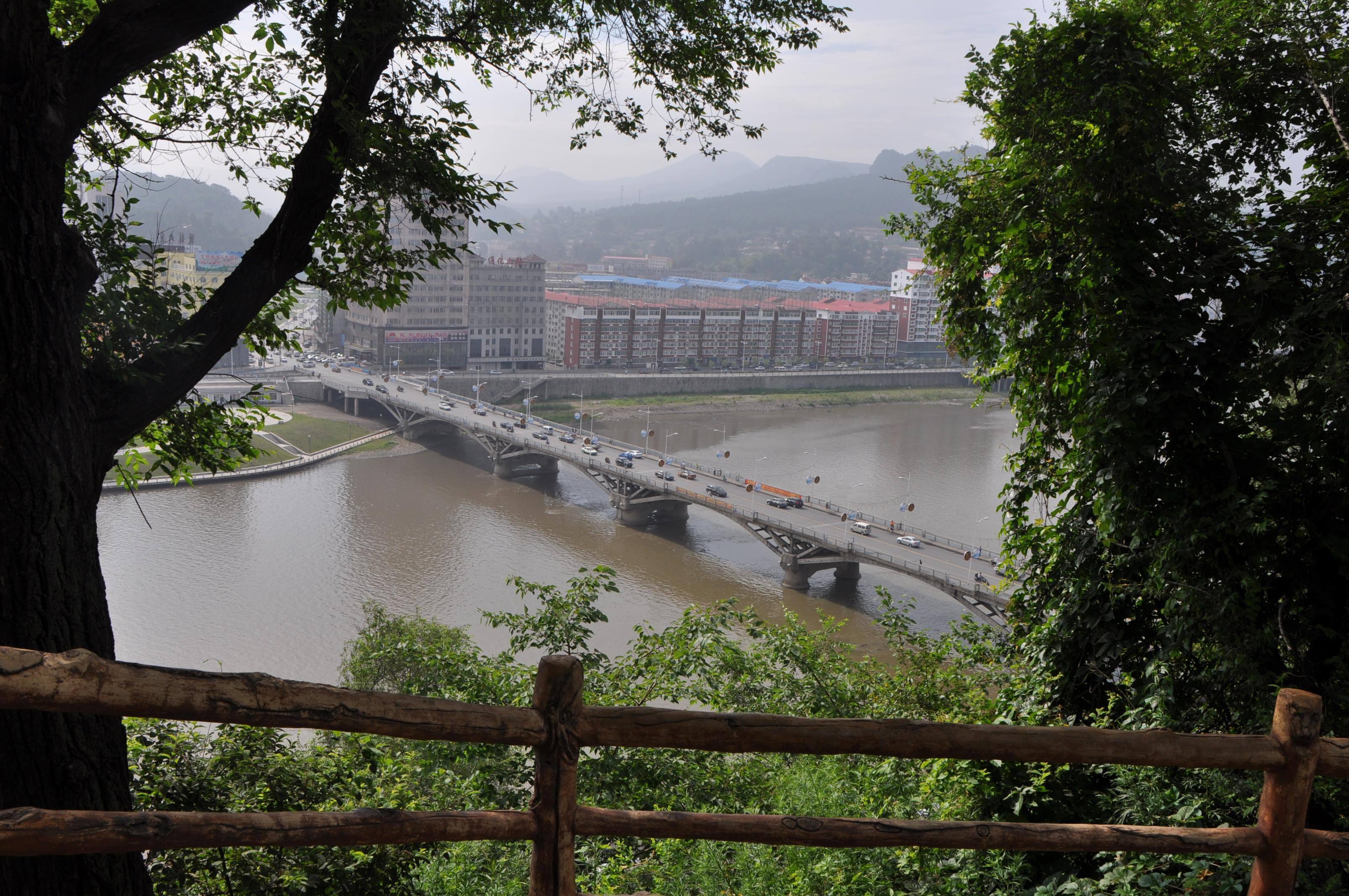
通化市玉皇山公園から渾江と街を見下ろす。

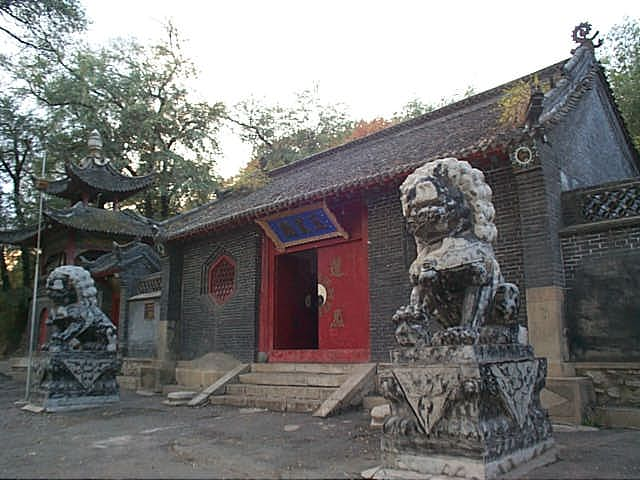
玉皇山公園内にある通化玉皇閣への入口。

玉皇山公園（ぎょっこうざんこうえん、中国語: 玉皇山公园）は、中国吉林省通化市の公園である。

## 概要
玉皇山公園は、通化市東昌区にある長白山脈に属する玉皇山（平均標高430メートル）に開かれた公園で、渾江の右岸にあり、この川と街を見下ろす眺めもよく、空気もいいので市民に親しまれている。公園には森が広がっていて、緑化率は95％にもなり、
観賞・娯楽・森林浴が一体となった総合公園で、前山は観賞と娯楽エリア、奥は静かな森林浴エリアである。
玉皇山公園は東西北の3つの丘に分かれており、小さな盆地のようなエリアに道教の廟・通化玉皇閣があり、この設立は清朝末期にさかのぼる。

## 写真集

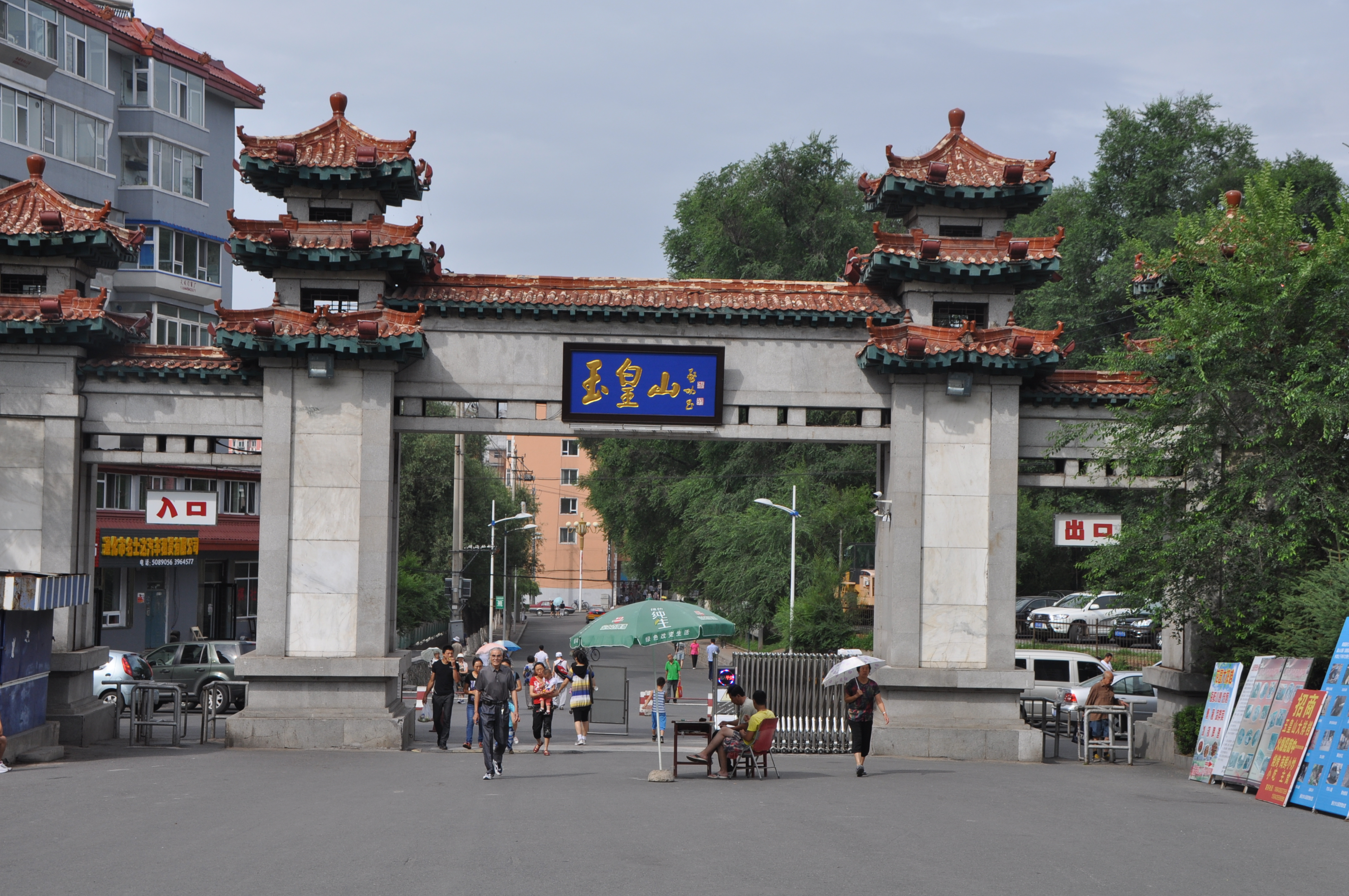
玉皇山公園の入口
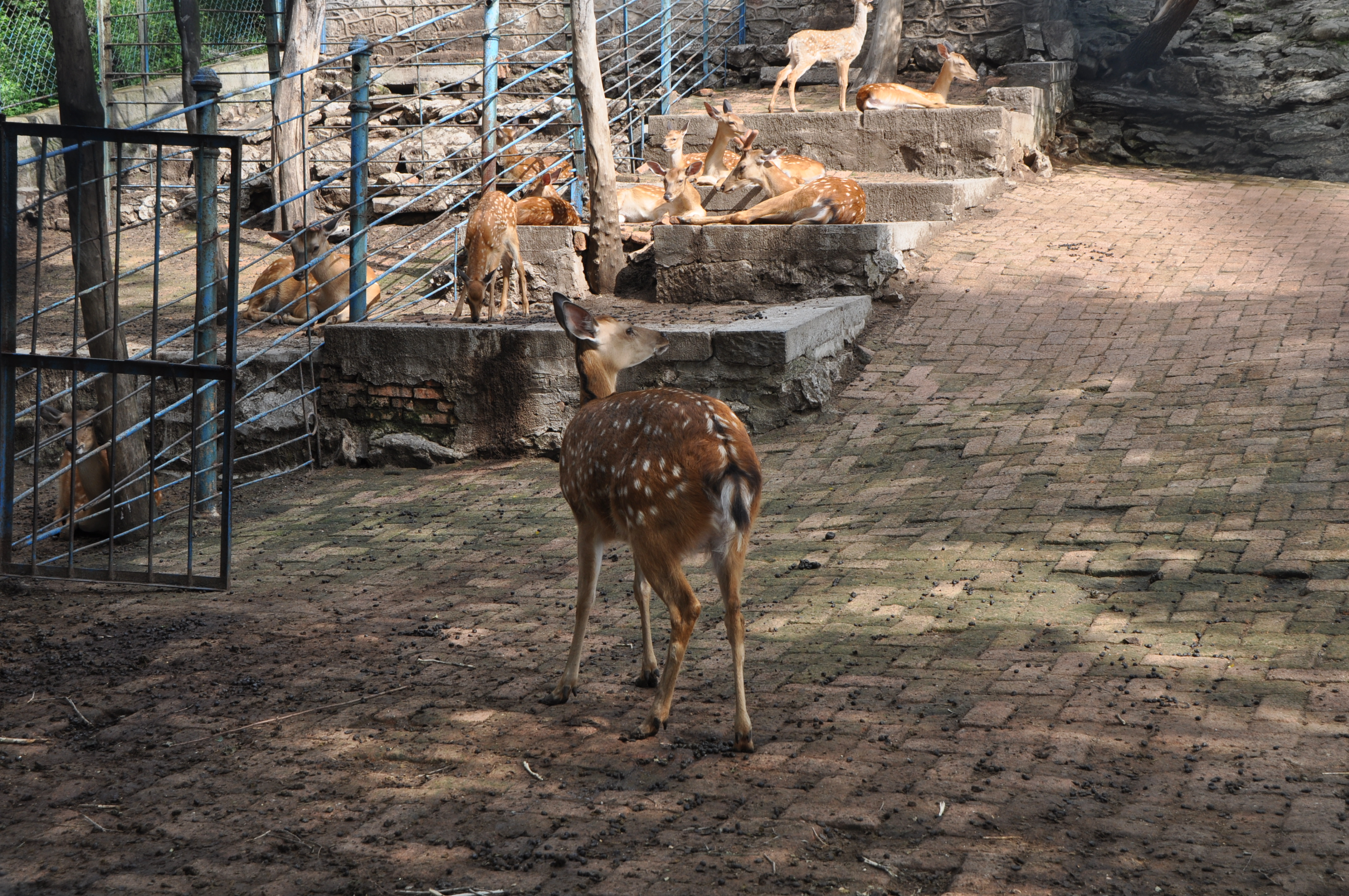
子供動物園
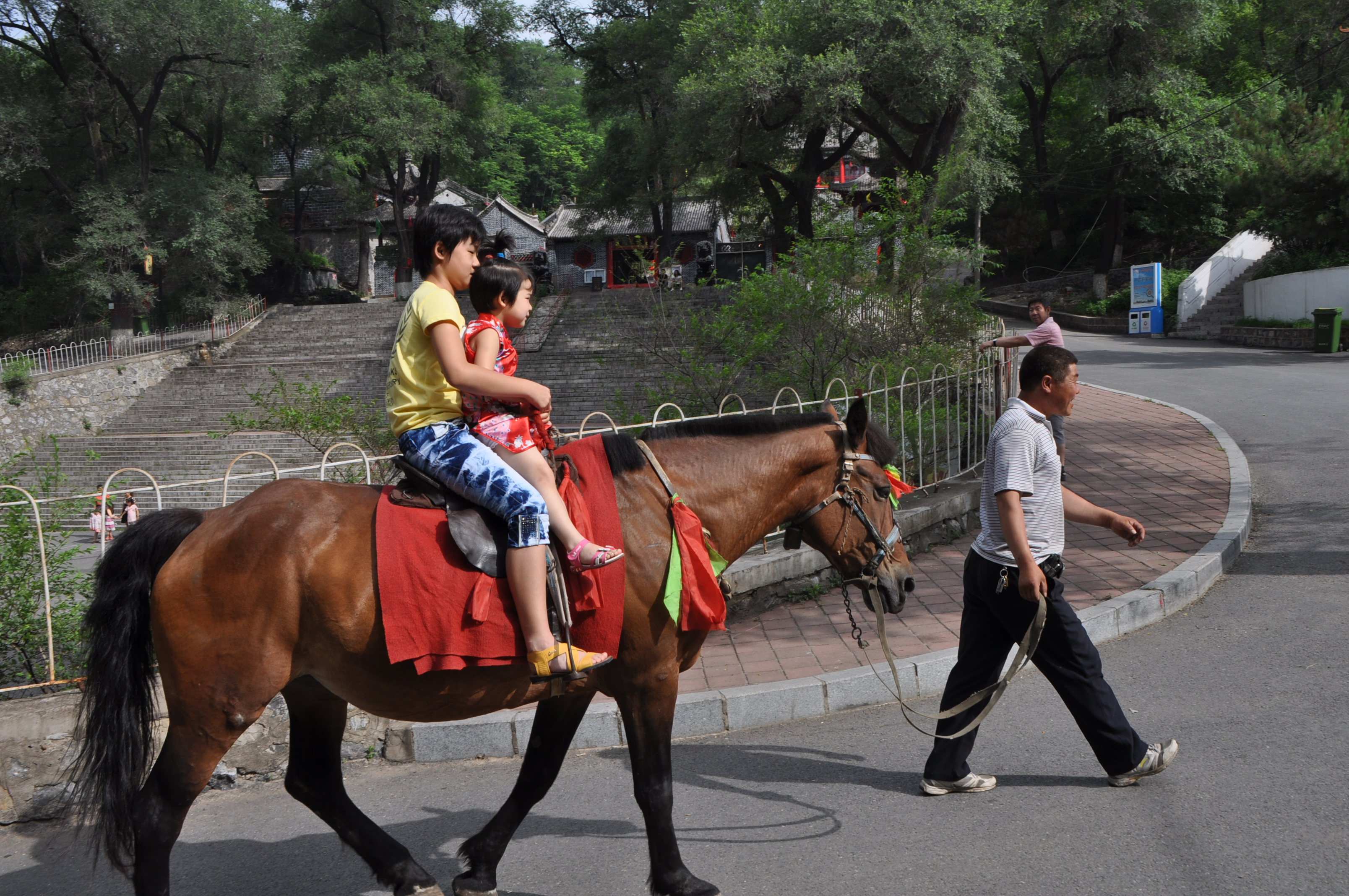
馬に乗って遊ぶ
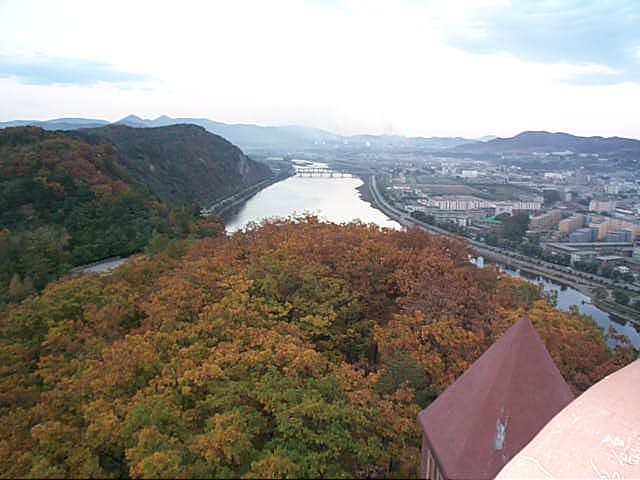
玉皇山公園で渾江の上流を望む